# Erioptera aglaia
Erioptera aglaia är en tvåvingeart som beskrevs av Alexander 1945. Erioptera aglaia ingår i släktet Erioptera och familjen småharkrankar. Inga underarter finns listade i Catalogue of Life.